# Madyes
Madyes (altgriechisch Μαδύης) war ein König der Skythen im 7. Jh. v. Chr. und nach Herodot der Sohn des Protothyes. Er besiegte um 625 v. Chr. die Trerer, die nach Strabon ein Stamm der Kimmerer waren, zog über den Kaukasus und kämpfte siegreich gegen die Meder.